# 形點II

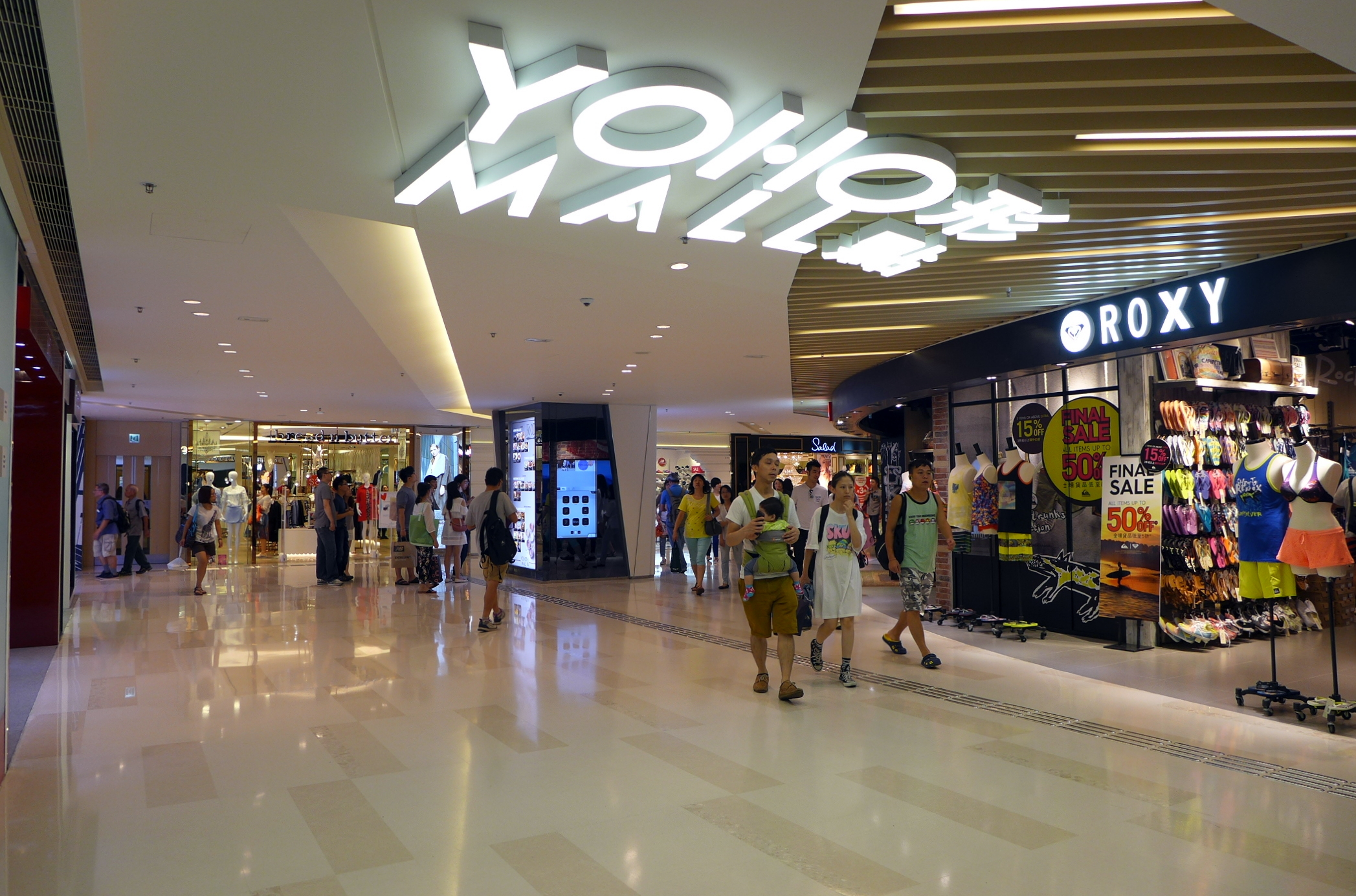
形點 II 元朗站入口

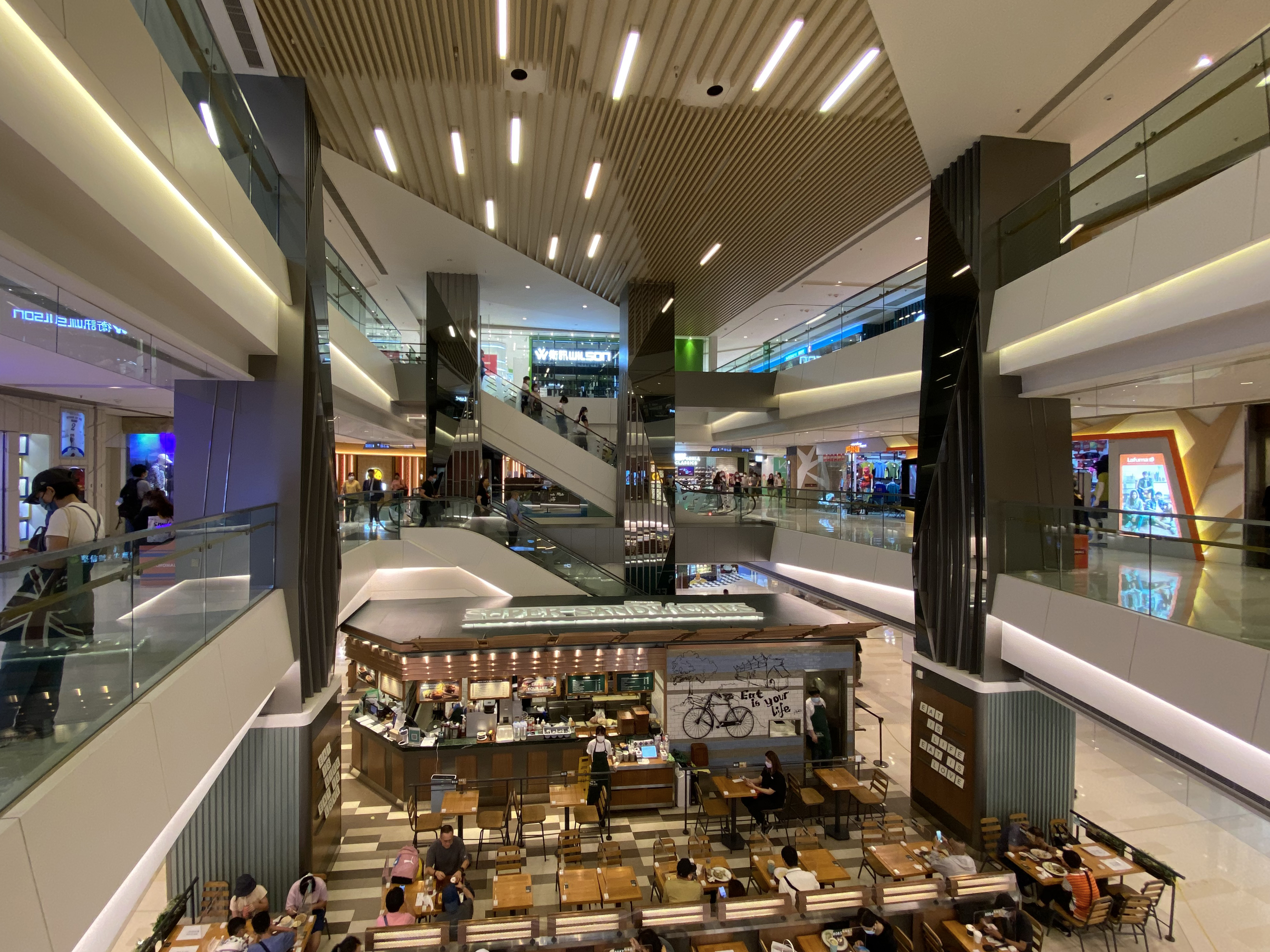
形點 II 在2016年建成的中庭

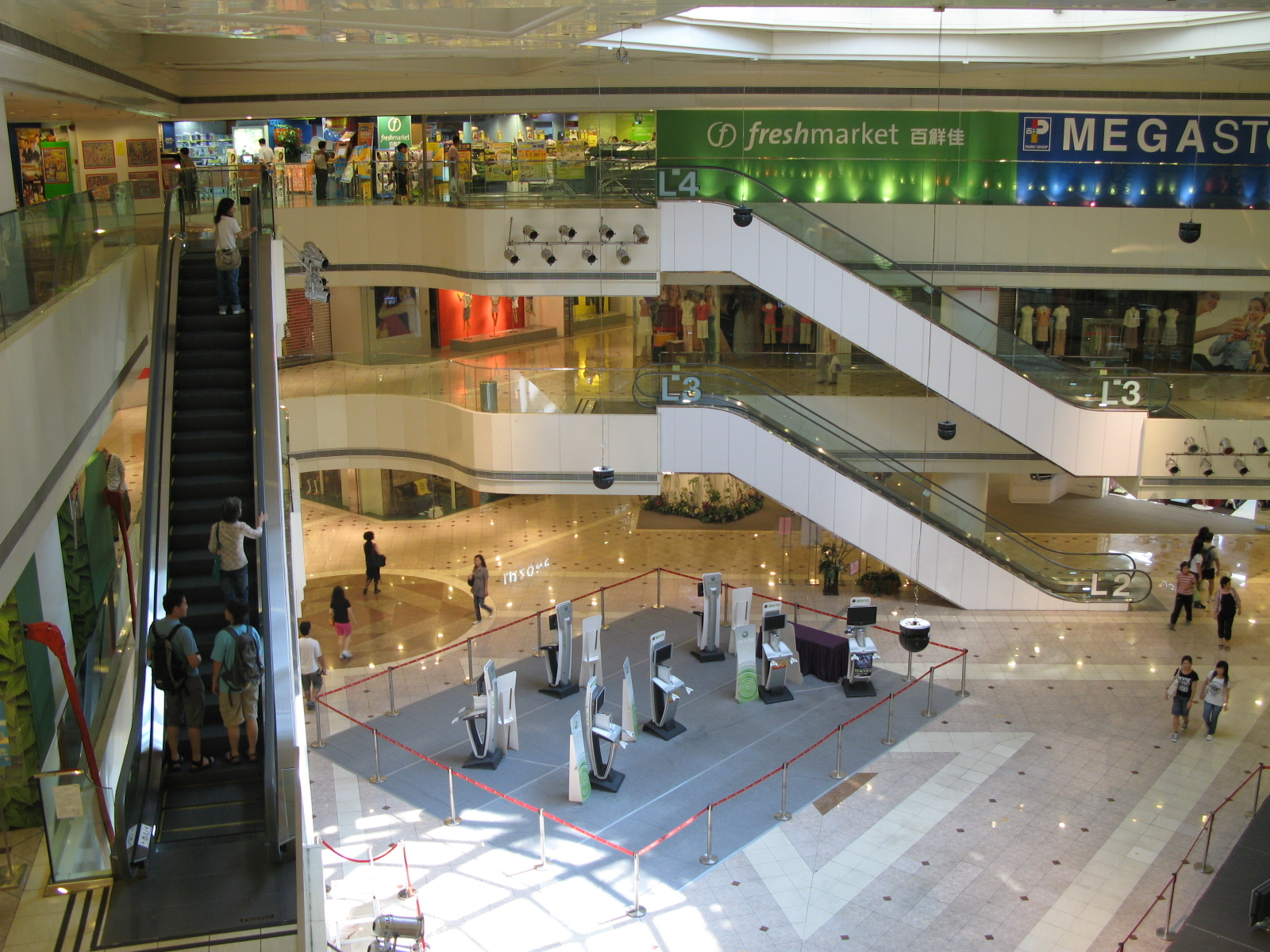
翻新前商場中庭（2007年）

形點II（英語：YOHO MALL II，前稱：新元朗中心商場），是由香港新鴻基地產發展的一項地產項目，位於香港新界元朗朗日路8號，於1994年2月落成。YOHO MALL 形點 之上建有住宅新元朗中心，此地產項目現時也是YOHO MALL 形點項目之一。

## 歷史
商場總面積280,000平方呎，樓高4層。地下為入口大堂及輕鐵元朗總站；二至四樓設有各式商舖及食肆，以及一個備有4間影院的百老匯電影院。早期四樓曾設溜冰場，後期改為家樂福大型超級市場，家樂福結業後被百佳超級廣場取代。在2003年12月20日九廣西鐵正式啟用前，場內人流稀少，商舖大多空置。到了新時代廣場（現YOHO Town）在2004年入伙及西鐵（現屯馬綫）啟用後，人流才顯著上升。
2011年下半年起，為配合YOHO MALL 形點商場，商場部份範圍正進行翻新工程，工程斥資約3.6億元。翻新將主攻熱門運動零售店。首期翻新工程於2013年11月竣工，包括主中庭進行改建、分層進行翻新、拆除其中一個地下入口大堂及扶手電梯、拆除其中兩部升降機並改為一部大升降機、增建兩條走火樓梯和重置洗手間。翻新後大部份範圍以白色為主調，洗手間外設商場唯一的軟座閒坐區，全新洗手間則採用豪華設計。
整個翻新工程於2016年中完成。

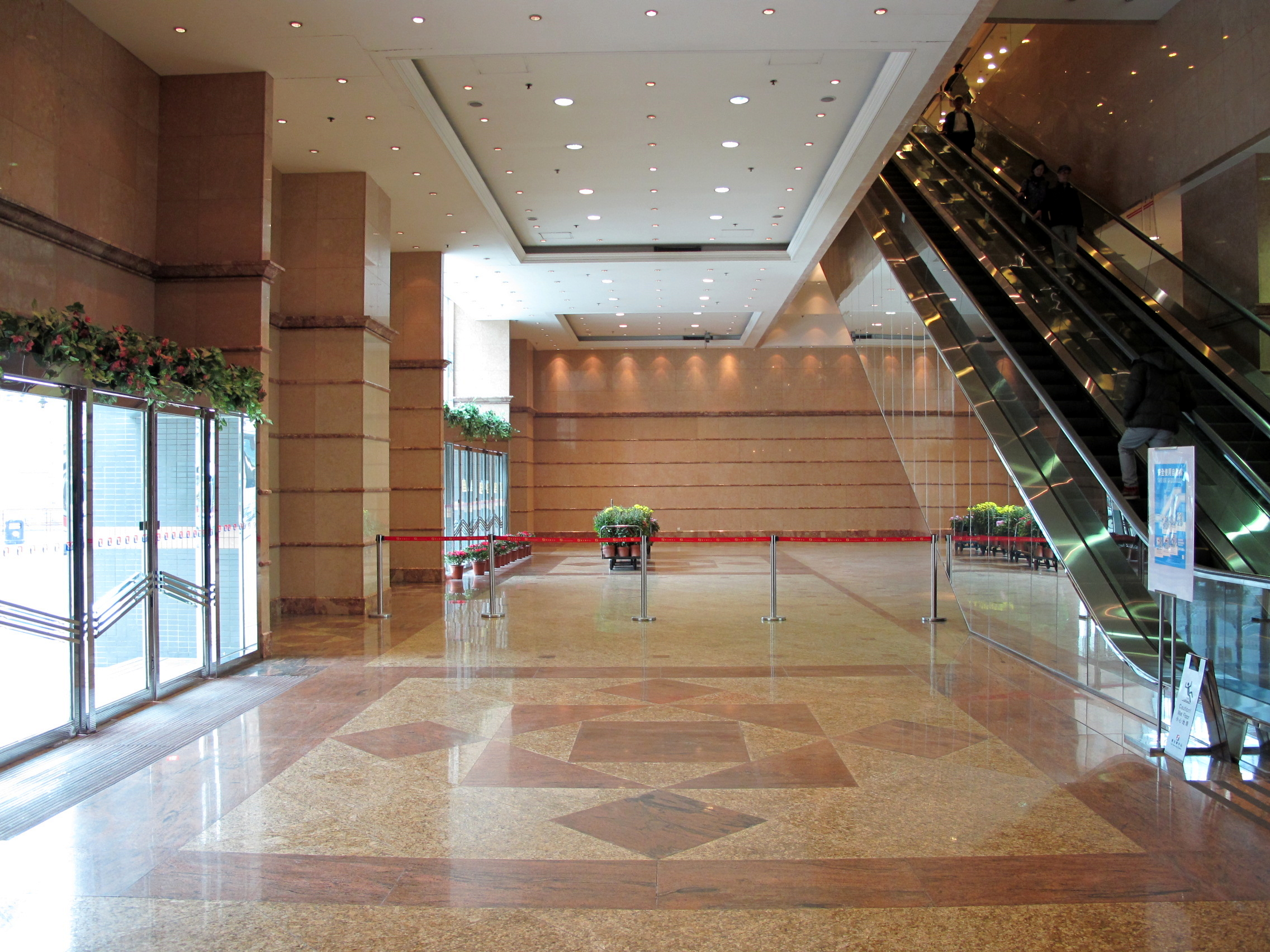
地下入口大堂，已於2013年拆除 (2007年)
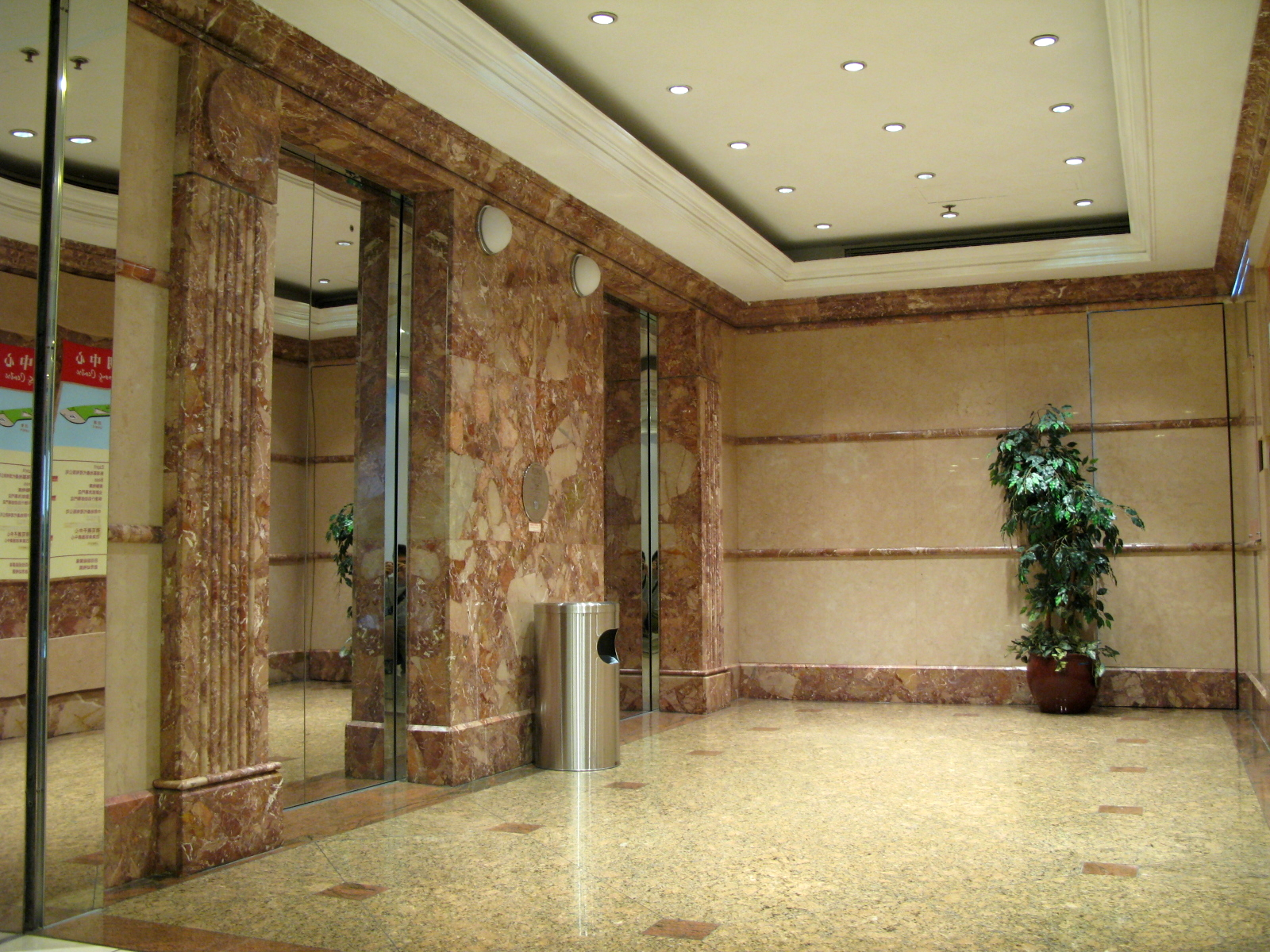
升降機大堂 (2007年)
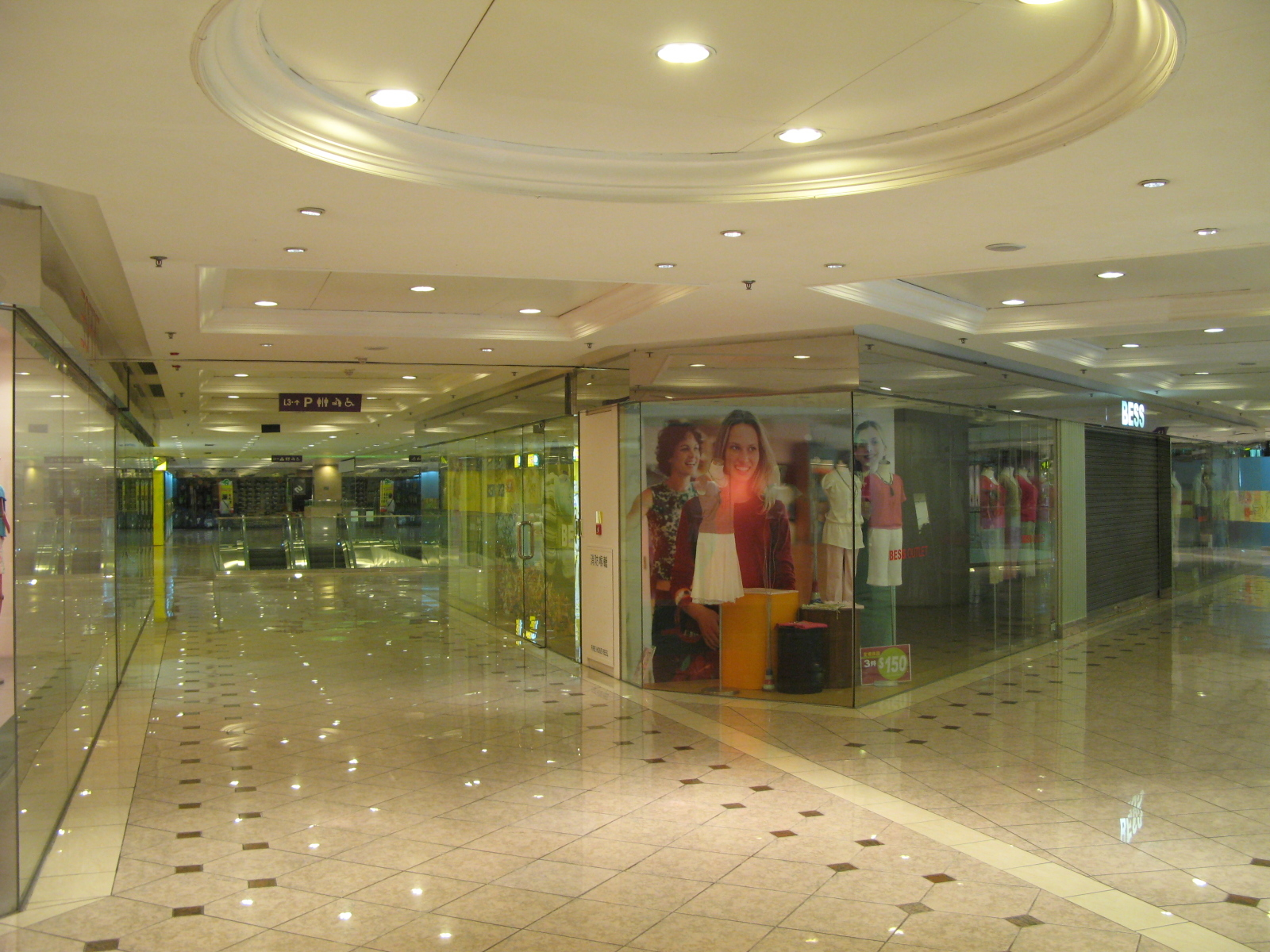
三樓商場走廊 (2007年)
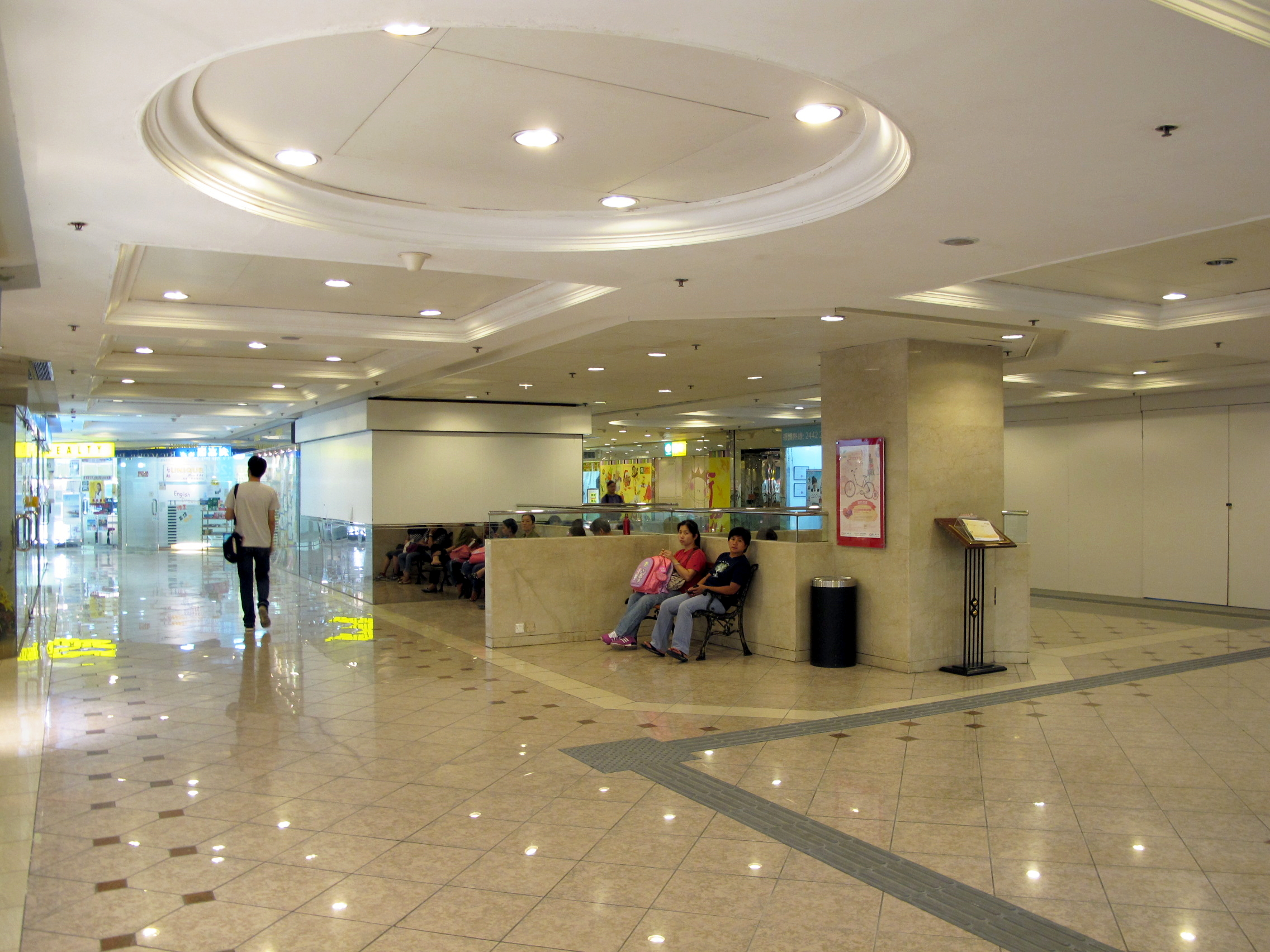
三樓商場走廊 (2013年)

## 樓層
2013年10月起，商場更改樓層編號，由以前的 L2至L4 改為 L1至L3。
一樓開設Levi's、Mirabell、ans、Bauhaus、G2000、egg optical、珠寶店My Jewellery、MaBelle；日本女性服裝Oriental Traffic、Tonymoly化妝品店和日本藥妝店松本清。食肆包括麵包新語；二樓開設多間運動零售店，包括adidas、Bigpack、Nike、New Balance、Gigasports及多間旅行社、萬寧、fusion by PARKnSHOP、太興燒味、奇華餅家和服裝店bossini及BSX；三樓開設連鎖電器店、電訊公司、多間潮流配飾店、茶木‧台式休閒餐廳、鴻星海鮮酒家及Starbucks。
商場第一期翻新部份於2013年11月正式開業。第二期翻新部份於2014年12月完成，商店於2015年1月中至2月陸續開業。第三期翻新部份於2016年2月完成，商店於同年3月中至4月陸續開業。主要以食肆及電訊公司為主，包括譚仔三哥、麥當勞、滿記甜品、利小館、百樂潮州酒樓及Pepper Lunch。

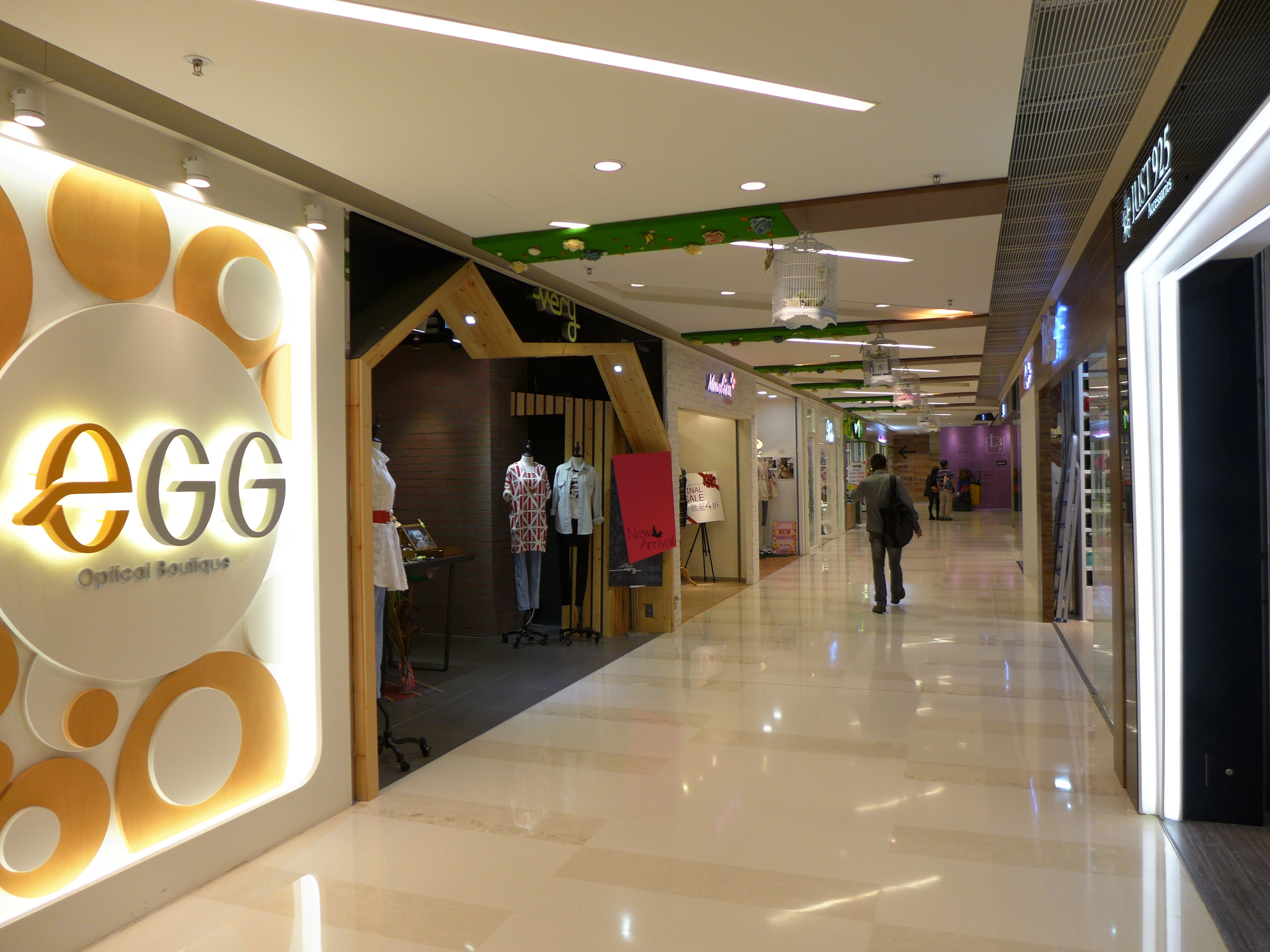
翻新後一樓商場走廊 (2014年)
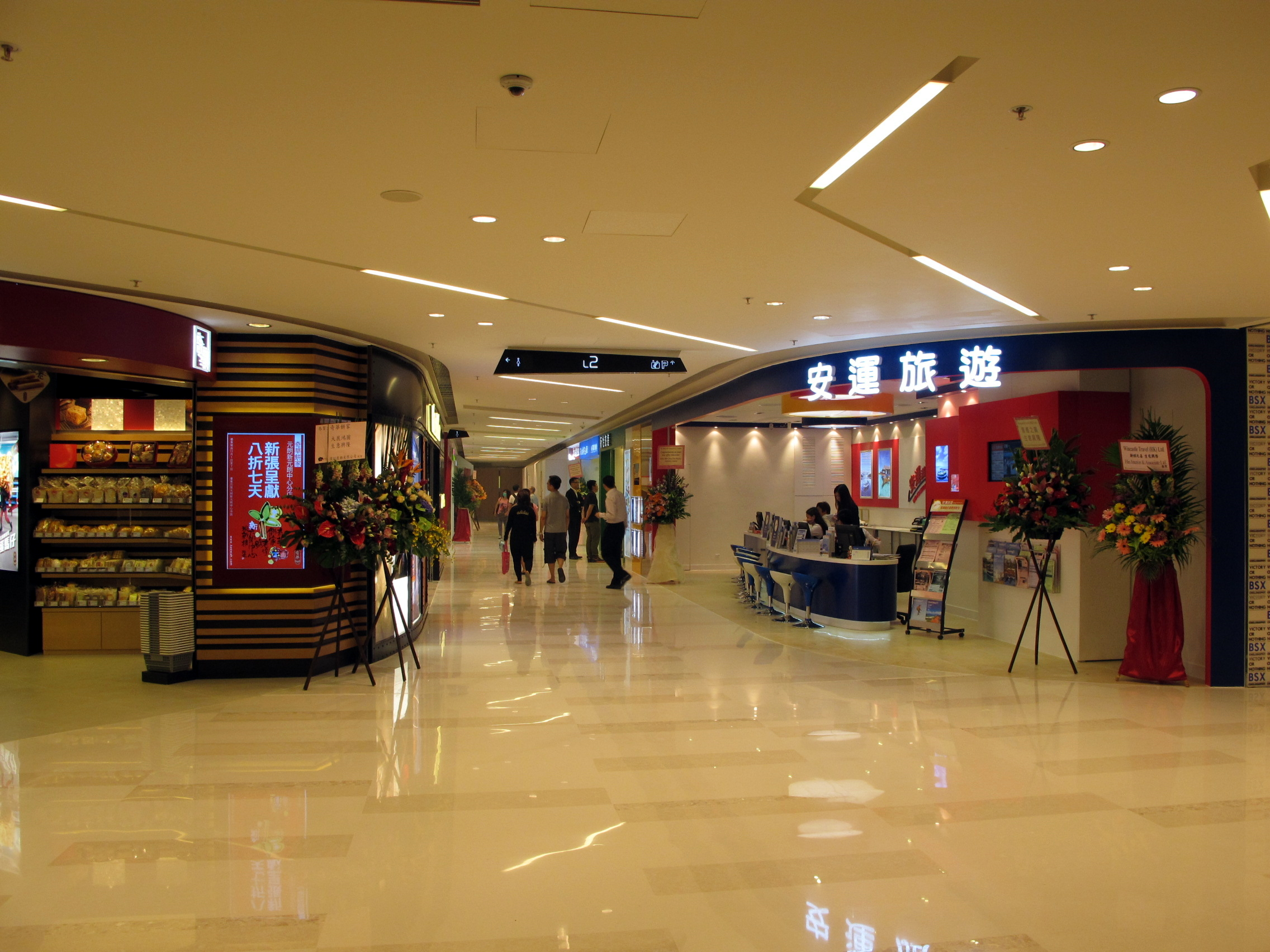
翻新後二樓商場走廊 (2013年)
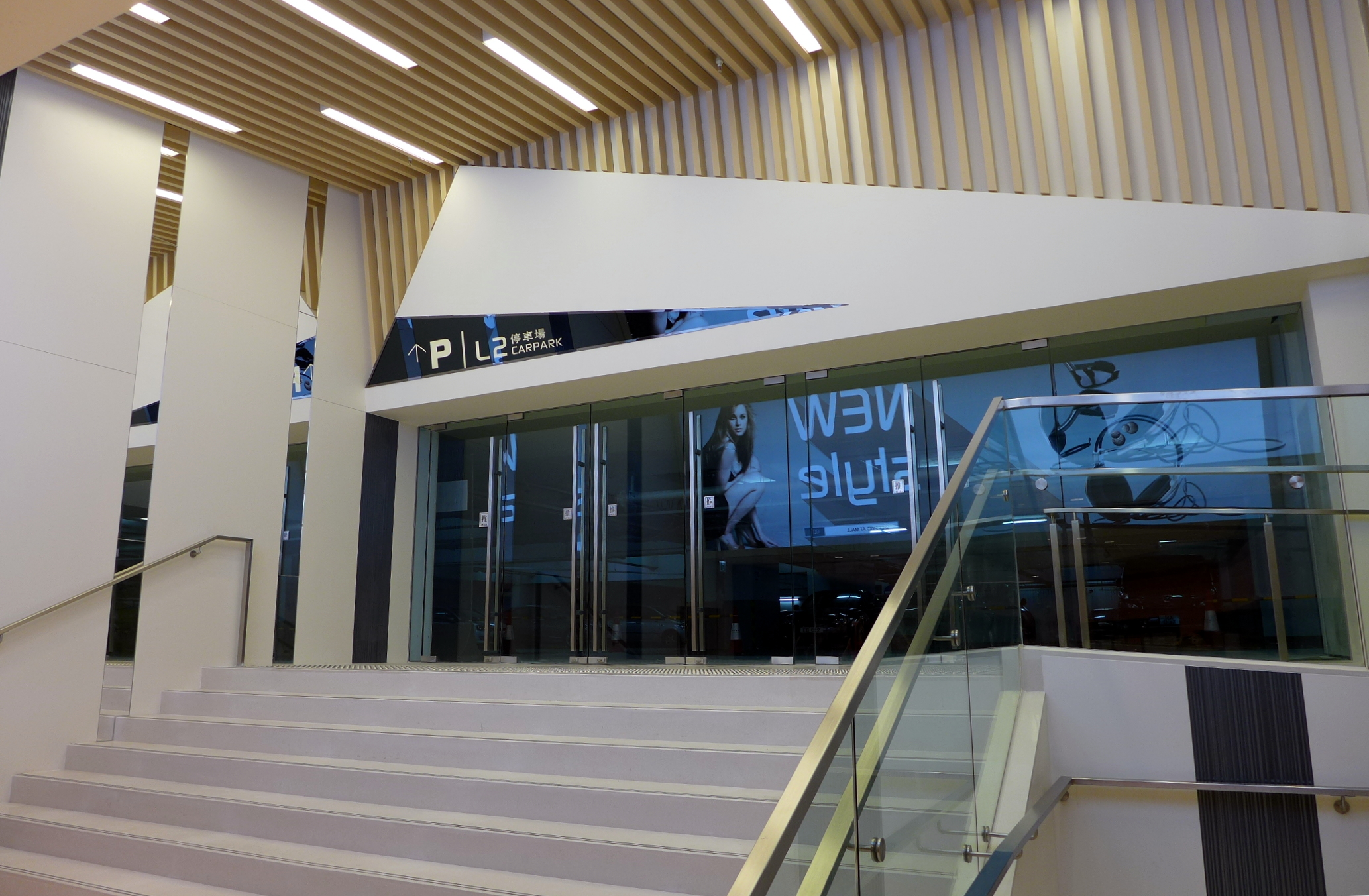
翻新後二樓停車場入口 (2014年)
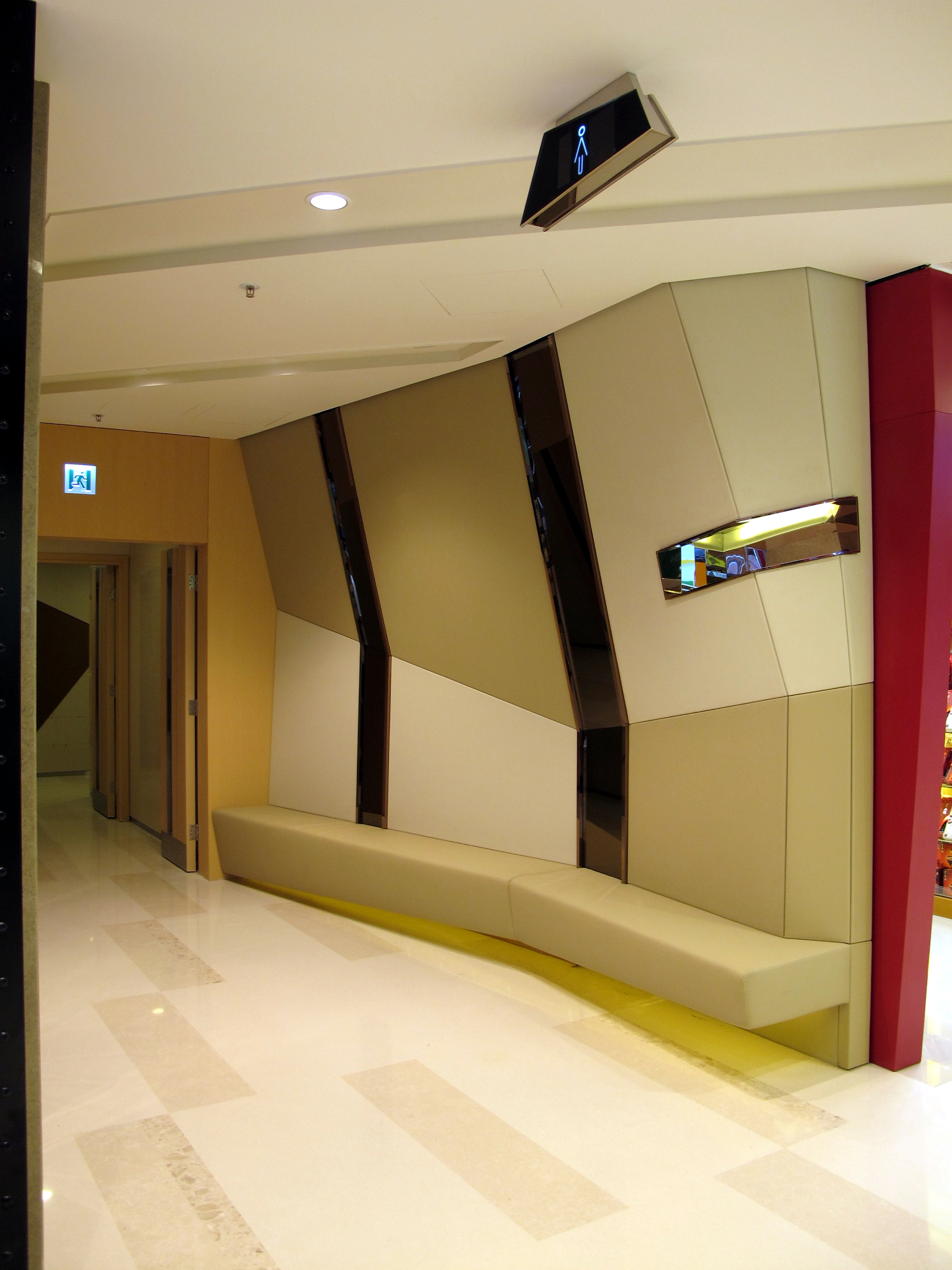
洗手間外設軟座閒坐區
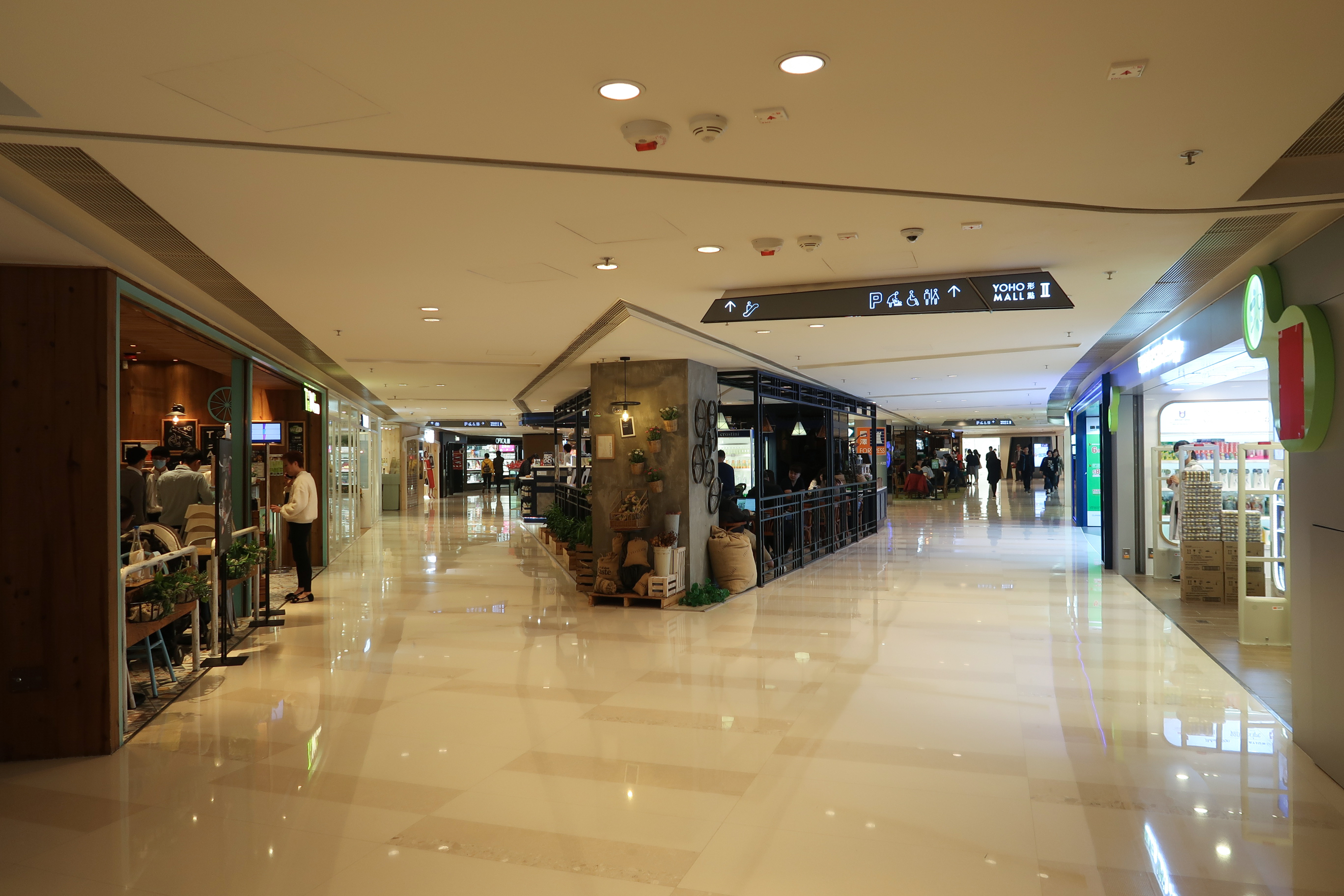
翻新後三樓商場 (2019年)

## 交通

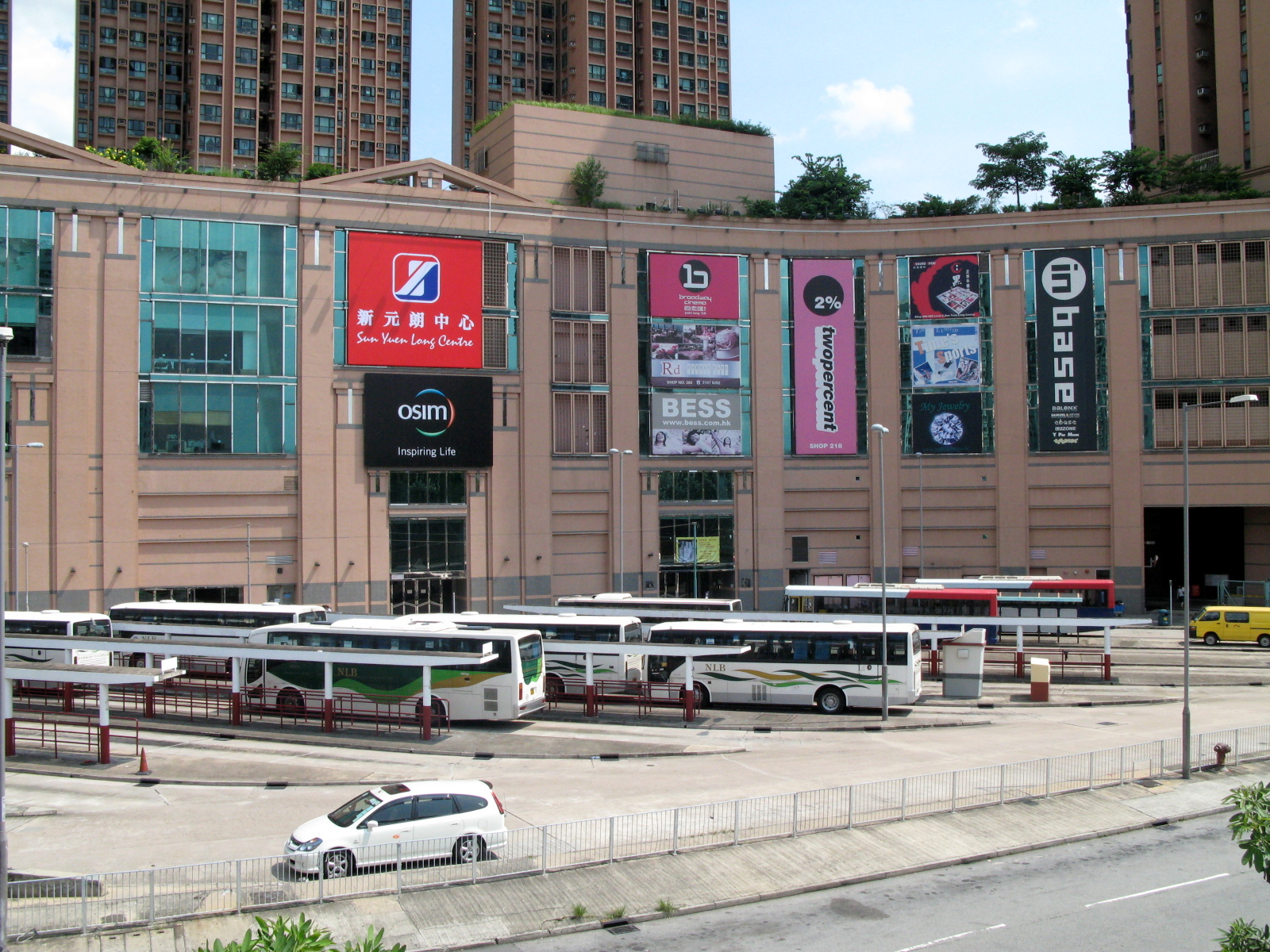
室外巴士總站（元朗（東）巴士總站），此站已於2020年因興建The YOHO Hub住宅和商場而關閉

## 外部連結
- 新元朗中心
- 形點 （页面存档备份，存于）

1. ↑  .   [2016-11-12]. （原始内容存档于2016-10-24）.